# Мерклинген
Мерклинген (нем. Merklingen) — община в Германии, в земле Баден-Вюртемберг. 
Подчиняется административному округу Тюбинген. Входит в состав района Альб-Дунай.  Население составляет 1871 человек (на 31 декабря 2010 года). Занимает площадь 21,31 км².